# Лаутаро (вулкан)
Лаутаро (ісп. Lautaro, англ. Lautaro) — це активний льодовий стратовулкан, розташований в чилійській Патагонії, у північній частині Південно-Патагоонського льодового поля, висотою — 3623 м. Розташований на кордоні регіонів Айсен та Маґаянес в Чилі.

## Географія
Вулкан розташований на крайньому півдні Чилі, на кордоні провінцій Капітан-Прат (регіон Айсен) та Ультіма-Есперанса (регіон Маґаянес), приблизно за 880 км на північ-північний-захід від мису Горн.
Вершина вулкану піднімається приблизно на 2000 м над середньою поверхнею крижаного плато. Це найвища гора в національному парку «Бернардо О'Гіґінс», а в її околицях розташований льодовик Брюґен. У 1952 році вулкан отримав свою назву на честь Феліпе Лаутаро, який був воєначальником індіанців мапуче. Вулкан активний. За останні 150 років спостереження за вулканом, він вивергався близько десяти разів. Останнє виверження відбулося 8 березня 1979 року. Індекс вулканічної активності (VEI) становив 2.
Абсолютна висота вершини 3623 м над рівнем моря. Відносна висота — 3345 м. Найвище сідло вершини, по якому вимірюється її відносна висота, має висоту всього 278 м. Топографічна ізоляція вершини відносно найближчої вищої гори Сан-Лоренцо (3706 м), яка розташована на кордоні Аргентини та Чилі, становить 181,83 км.

## Історія підкорення
Перший підйом на Лаутаро був здійснений Пітером Скварца та Лучіано Перра, 29 січня 1964 року. Вони піднялися на південно-східний хребет, зустрічаючи на своєму шляху багато льодових тріщин, круті крижані стіни, карнизи та сніжні нарости на вершині. Вони знайшли активний кратер з сильними викидами сірчистих газів поблизу вершини. Другий підйом відбувся 2 березня 1973 року Еріком Джонсом, Міком Коффі та Лемом Дікінсоном у рамках перетину Південного патагонського льодового поля.